# Sistema de alto-falantes a tensão constante
Sistema de alto-falante a tensão constante é qualquer rede de alto-falantes que estão conectados a um amplificador de áudio, usando transformadores (de áudio) abaixadores ou elevadores [os mais usuais], para simplificar os cálculos de impedância e para minimizar a perda de energia nos cabos de alto-falantes. Quando o transformador de saída de áudio é elevador [o mais usual], esses sistemas são, por essa razão, mais apropriadamente chamados sistemas de distribuição de áudio de alta tensão. A tensão é constante apenas no sentido de que, em potência máxima, a tensão do sistema não depende do número de alto-falantes ativados desde que o limite de potência do amplificador não seja excedido. Sistemas de alto-falantes de tensão constante são também referidos como sistemas de alto-falantes de 25, 70, 70,7 ou 100 volts; sistemas distribuídos de alto-falantes; ou sistemas alto-falantes de alta impedância. No Canadá e nos Estados Unidos, eles são mais comumente referidos como "alto-falantes de 70 volts". Na Europa, o sistema 100 V é o mais difundido, tanto para amplificadores como para alto-falantes.

## Funcionamento
Sistemas de alto-falantes a tensão constante são análogas aos sistemas de transmissão de energia elétrica empregados por empresas de energia para transmitir energia elétrica a longas distâncias. A empresa de energia procurará elevar a tensão de transmissão, de modo a reduzir a corrente, para uma dada potência, e, pois, reduzir as perdas. Ao chegar no destino, a tensão é abaixada para níveis adequados, progressivamente. Da mesma forma, num sistema de alto-falantes a tensão constante, o amplificador de áudio utiliza um transformador elevador para subir a tensão do sinal de áudio, com a redução das perdas de energia ao longo dos cabos dos alto-falantes, permitindo a transmissão de mais energia para um dado diâmetro de fio. Cada alto-falante no sistema possui um transformador abaixador para converter a tensão de volta para um nível adequado.

## Ligações de alto-falantes
Cada alto-falante do transformador abaixador pode ser projetado para um único nível de energia ou pode ter vários tapes, um dos quais é definido para corresponder ao nível de potência desejado a se aplicar ao alto-falante. Transformadores com vários tapes de tensão permitem ao instalador ajustar o nível de pressão sonora para cima ou para baixo em cada alto-falante individual. Há modelos que têm o transformador contido dentro da caixa do alto-falante. O primário do transformador abaixador é conectado em paralelo à linha de tensão constante.

## Amplificador de conexão
Há três maneiras para se conectarem linhas de tensão constante a um amplificador:
- Transformador elevador externo;
- Transformador elevador interno;
- Alta tensão, sem transformador de saída.

### Transformador elevador externo
Um amplificador de uso geral, de baixa impedância típica de saída é usado. Sua saída está ligado ao primário de um transformador elevador externo. Transformadores de uso especial podem personalizar o projeto do sistema para níveis de potência específicos. Vários amplificadores podem ser combinados por meio de transformadores para se conseguir tensão e/ou corrente de linha mais altas. Por exemplo, três amplificadores de 70 volts podem ser usados para obter uma linha de 210 volts, ligando-os a um transformador externo de saída, de uso especial, com três primários e um única secundário.

### Transformador elevador interno
Amplificadores com transformadores embutidos, de 70 volts de saída, estão disponíveis com conexões de baixa ou de alta impedância de saída, respectivamente ditos de "25 V" e "70 V". Esses amplificadores são robustos, com muitas aplicações específicas características de projeto, tais como a proteção de sobrecorrente e filtragem passa-alta agressiva, para a proteção da tensão de flyback. Alguns modelos podem ser configurados de forma que um canal alimente um ou dois alto-falantes de baixa impedância de 8 ohms, enquanto os outros suprem uma cadeia de alto-falantes de uma tensão constante.

### Alta tensão sem transformador
Com os avanços nos semicondutores de potência, tornou-se possível a saída de alta tensão diretamente do estágio de saída do amplificador. Por exemplo, em 1967, "Crown International" introduziu o amplificador DC300, capaz de alimentar diretamente linhas de 70 volts, bem como alto-falante tradicional cargas, graças ao seu poder geral de 500W. Em 1987, "Crown" introduziu o Macrotech 2400, capaz de suprir a 100 volts linhas diretamente. Desde aquela época, os futuros desenvolvimentos de alta tecnologia de amplificador de potência alargaram-se as escolhas; muitos fabricantes fazem amplificadores capazes de conexão direta com alto-falantes de alta-impedância e tensão constante. Amplificadores de áudio de alta tensão foram viabilizados num único chip. Por exemplo, a National Semiconductor's LME49810 (e produtos semelhantes, de LME49811 e LME49830) proveem saída de 100 V pico a pico em sinais, mas têm corrente de saída relativamente baixa, pelo que um circuito padrão inclui um Darlington ou FET discreta como estágio de saída.

## Níveis mais elevados de energia

### Alta tensão
Sistemas de tensão alta e constante podem ser projetados para uso em linhas de 140, 200 e 210 volts, dependendo do transformador selecionado e da topologia do amplificador de conexão. Tais sistemas de alta tensão têm sido utilizados em locais onde o pequeno diâmetro do fio já está no lugar, onde longas distâncias de execuções estão envolvidas e em instalações de alto-falantes especiais, tais como Daytona International Speedway, e o Indianapolis Motor Speedway antes de sua reformulação em 2003.. Considerações de segurança envolvidos com tais tensões elevadas requerem instalação da linha dos alto-falantes dentro de eletroduto na maior parte do mundo.

### Alta corrente
Transformadores de 600 watt estão amplamente disponíveis para os empreiteiros que necessitam de alta potência de alto-falantes em tensão constante e instalações. Transformadores especiais, capazes de lidar com 1.250 watts para baixo, tão baixo como 50 Hz estão disponíveis. Um problema com transformadores de alta tensão e alta corrente é de que pouco se pode usar em uma linha de tensão única e constante. Fio de alto-falante de maior diâmetro é recomendado. Maiores transformadores necessários para o processamento de alta potência têm reduzido a resposta de frequência.

## Alternativas
A alternativa tradicional para sistemas de alto-falantes de tensão constante são os sistemas de alto-falantes de baixa impedância (comumente referido como "8 ohms sistemas de alto-falantes", apesar do fato de que a sua impedância pode não ser de 8 ohms), em que o amplificador e o alto-falante está diretamente acoplado sem o uso de transformadores. As desvantagens em relação à tensão constante e sistemas que são cabos de alto-falante precisa ser de menor ou de maior diâmetro, e que mais amplificadores são necessários se diferentes níveis de audição são desejados em diferentes locais.
Outra alternativa são os alto-falantes com um amplificador embutido no invólucro de alto-falante. Desde que o amplificador esteja no mesmo local que o alto-falante, este requer apenas uma linha de nível do sinal de áudio, como uma entrada. Sinais de linha são geralmente em torno de 1-2 volts, e podem ser transmitido através de cabos muito menores (normalmente 20-26 AWG). A principal desvantagem dos alto-falantes alimentados é que eles têm o requisito adicional de exigir de alimentação de CA, enquanto o alto-falante passivo não faz tal exigência.

## Vantagens
As principais vantagens da utilização de sistema de alto-falantes a tensão constante sobre um sistema convencional de alto-falantes de baixa impedância são:
- Alto-falantes múltiplos: várias conjuntos podem ser alimentados por um único amplificador, sem complexas esquemas de ligação em série/paralelo.[13]
- Vários níveis de potência: Diferentes metas de nível de pressão sonora podem ser alcançadas em diferentes áreas de audição e ainda usando um único amplificador.
- Custo menor: Desde que a tensão do sinal foi reforçada, e a corrente é relativamente baixo, mais leve, menos caro do cabo pode ser usado sem custos adicionais de perda de potência. Onde um típico 8 ohms sistema de alto-falante podem exigir 12 bitola do cabo, de um a 70 volts poderia usar calibre 18 ou cabo menor.
- Capacidade de expansão do sistema: sistema de 70 volts pode ser expandido facilmente.
- Facilidade de ajuste de volume: Um controle passivo de volume pode ser instalado para fornecer ao usuário o nível fácil controle através de um único alto-falante ou a zona de um alto-falante múltiplo.

## Desvantagens
- Resposta de frequência: Transformadores baratos podem ter má reprodução das baixas e altas frequências.
- Distorção de reprodução: Transformadores saturados podem adicionar distorção do sinal de áudio. Transformadores de baixo custo são propensos à distorção em níveis mais elevados de energia, especialmente no que diz respeito à resposta de baixa frequência. Sinais de baixo nível pode falhar para energizar um mal projetado transformador de núcleo suficiente para evitar maior do que o normal quantidades de distorção harmônica.[14]
- Variação: Variação unidade-a-unidade pode ser observada nos transformadores mal feitos.
- Atraso de transmissão: alto-falantes mais distantes na mesma linha de tensão constante podem ser adiados para coincidir com a velocidade do som no ar para fazer os impulsos de uma seqüência de caracteres de alto-falantes chegam ao mesmo tempo, do ponto de vista de um distante ouvinte.
- Perda de inserção: transformadores por si comumente reduzem o total de potência aplicada ao alto-falantes, exigindo que o amplificador a ser cerca de dez a vinte por cento mais poderoso do que o total de energia que se destina a ser aplicado para os alto-falantes. Perdas típicas de transformador de inserção medidas são tomadas em 1.000 Hz, a fim de fazer o transformador especificações do parecer tão bom quanto possível. Utilizando esse método, perdas típicas de inserção são cerca de 1 dB, 20% de perda de potência. Infelizmente, a maior parte da energia na voz-aplicação de sistemas de áudio é abaixo de 400 Hz, o que significa que a perda de inserção frequências mais baixas, seria maior. Os melhores transformadores reduzem meia-banda de frequências em 0,5 dB (cerca de 10% de perda de potência) ou menos, o que resulta em uma de dez watt alto-falante de desenho 11.1 watts do amplificador.
- Auto-capacitância: Para alcançar níveis mais elevados de energia, transformadores devem ser fisicamente maior. Grandes transformadores (acima de 200 watts) começam a sofrer de alta frequência atenuação devido à auto-capacitância.
- Custo mais elevado: Se altifalantes de alta potência são utilizados, com ênfase na resposta de baixa frequência, os transformadores será muito maior e vai adicionar custo significativo para o projeto. Além disso, em algumas áreas, locais de construção e elétrico código requer 70 volts cabeamento para ser executada dentro do eletroduto, aumentando o custo total do projeto.
- Sensibilidade mais elevada: Desde constante-tensão de sistemas de operar a um nível relativamente alto de impedâncias, eles são mais sensíveis para pequenas quantidades de corrente de fuga parcial e curtos-circuitos. Execução de 70 volts alto-falante linhas em eletroduto que pode acumular água pode resultar em torresmo sons ouvidos no sistema.